# Kastanjebröstad tangara
Kastanjebröstad tangara (Castanozoster thoracicus) är en fågel i familjen tangaror inom ordningen tättingar. Den förekommer endast i sydöstra Brasilien. Arten minskar i antal, men beståndet anses vara livskraftigt.

## Utseende och läte
Kastanjebröstad tangara är en liten finkliknande fågel med tydligt kastanjebrunt på bröst och flanker. Ovansidan är grå, medan strupen och buken vit. Den är även vit i en halvmåne under ögat. Sången är ett lugnt "tsip-cheep".

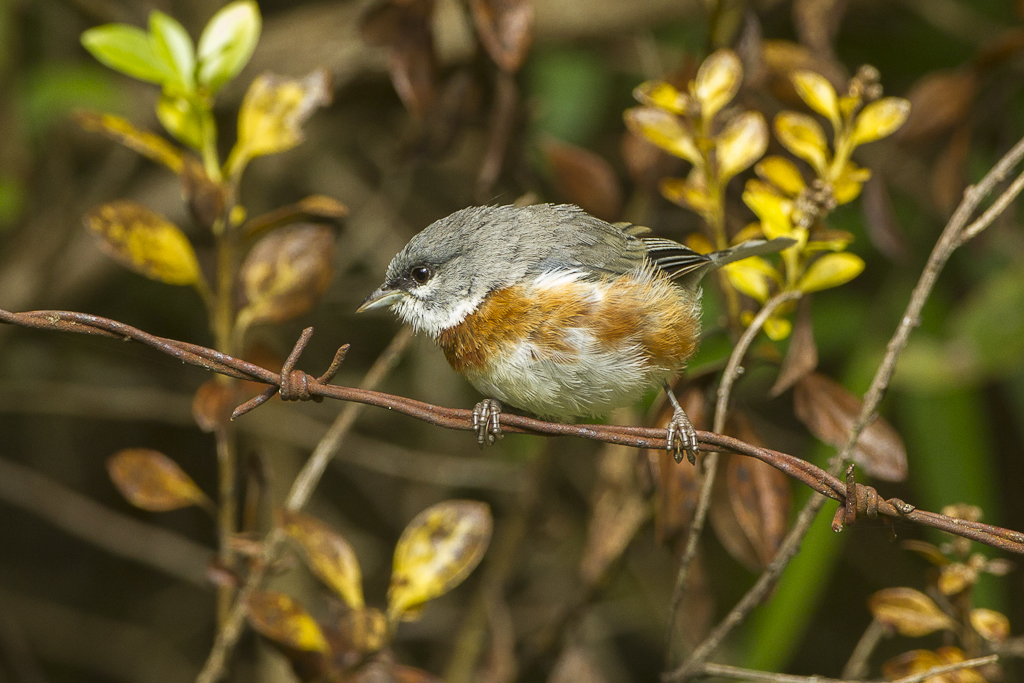

## Utbredning och systematik
Fågeln förekommer i karga marker i sydöstra Brasilien (Minas Gerais till norra Rio Grande do Sul). Den behandlas som monotypisk, det vill säga att den inte delas in i några underarter.

### Släktestillhörighet
Tidigare placerades den i släktet Poospiza. DNA-studier visar dock att det släktet är kraftigt parafyletiskt, bland annat genom att kastanjebröstad tangara utgör en egen utvecklingslinje. Därför placerades den allt oftare i ett eget släkte, Castanozoster.

### Familjetillhörighet
Liksom andra finkliknande tangaror placerades denna art tidigare i familjen Emberizidae. Genetiska studier visar dock att den är en del av tangarorna.

## Levnadssätt
Kastanjebröstad tangara hittas i kanter av bergsskog, i öppna skogsmarker och i gläntor. Den slår gärna följe med kringvandrande artblandade flockar.

## Status och hot
Arten har ett stort utbredningsområde, men tros minska i antal, dock inte tillräckligt kraftigt för att den ska betraktas som hotad. Internationella naturvårdsunionen IUCN listar arten som livskraftig (LC).